# Orthobula puncta
Espèce
Orthobula puncta est une espèce d'araignées aranéomorphes de la famille des Trachelidae.

## Distribution
Cette espèce est endémique du Tibet en Chine,. Elle se rencontre dans le xian de Zayü.

## Description
La femelle holotype mesure 4,18 mm.

## Publication originale
- Yang, Song & Zhu, 2003 : Two new species of spider of the genus Orthobula from Tibet, China (Araneae: Liocranidae). Journal of Baoding Teachers College, vol. 16, no 2, p. 21-23.